# Эфталито-сасанидская война (484)
Эфталито-сасанидская война или Третья война между персами и белыми гуннами — третья война между Сасанидским Ираном и государством эфталитов, шедшая в 484 году. Война закончилось победой эфталитов.

## Предыстория
Первый поход Пероза на эфталитов, состоялся по одним данным в 475 году, по другим в 482 году и кончилось поражением персов. Из сообщения Прокопия Кесарийского известно,
что Пероз попал в плен к эфталитам. Условием освобождения Пероза была огромная сумма золотом. Требуемую сумму дал византийский император Зенон (474-491). Пероз также поклялся не вторгаться на земли эфталитов. Второй поход, по С. П. Толстову, проходил в 479 году. Пероз нарушив договор, вторично пошел на эфталитов войной, но был разбит и вновь попал в плен. На сей раз, Пероз обязался, отдать за свое освобождение 30 мулов загруженных серебрянными монетами, а также он должен был уступить эфталитам пограничний город Талакан, все это он скрепил клятвой. Вдобавок ко всему этому «победоносный» шахиншах вынужден был поклониться эфталитскому царю. 

## Причины войны
Поводом к третьей войне Пероза с эфталитами, был обман иранского шахиншаха. По сообщению Приска Панийского, Пероз предложил заключить мир с «кидаритским» (то есть эфталитским) царем по имени Кунха (Гунхаз) и в качестве залога своих искренних намерений отправил Кунхе в жены женшину, именуя её своей сестрой. Прибыв по назначению, эта женщина рассказала им, что она была рабыней, а не сестрой Пероза. Так, обман был раскрыт. Оскорбленный царь Кунха решил отомстить шахиншаху. Он, ссылаясь на то, что у него большое войско, но нет хороших офицеров, попросил Пероза прислать ему в качестве военных инструкторов - опытных людей. Ничего не подозревающий Пероз, в ответ послал 300 персов. Когда они прибыли, «кидариты» в отместку за обман часть из них изуродовали, часть убили. В результате чего, возобновились военные действия.
Сасанидские военачальники, все более склонялись к мысли, что эфталиты являются непобедимыми врагами. Поэтому, новый поход воспринимался не только приближенными царя, но и войсками - как сулящий верную гибель. Так, в частности, Балами специально подчеркивает, что Пероз напал на эфталитов, несмотря на возражения верховного мобеда и войска. Несмотря на все попытки знати и военачальников отклонить
его от рискованного шага, не слушая никого, Пероз в 484 году пошел на эфталитов в третий раз войной. По данным Лазаря Парпеци, когда эфталитскому царю стало известно, относительно намерений шахиншаха, то он послал ему письмо с напоминанием: 

«Ты заключил со мной мир письменно с приложением печати; обещал не воевать со мной. Мы определили обоюдные границы, через которые не смели неприязненно переходить друг к другу. Итак, вспомни бедствия и клятву, данную тобой тогда, когда я, сжалясь над тобой, отпустил тебя, а не лишил жизни. Возвращайся с миром и не иди навстречу смерти. Если ты не обратишь внимания на мои слова, то знай, что я истреблю тебя и все негодное войско, на которые ты так полагается, потому что, (когда) мы боремся, на моей стороне сохранение клятвы и справедливости, на твоей же - ложь и клятвопреступление. Следовательно, как теперь можешь ты победить меня?»

## Военные действия
Это послание не подействовало на Пероза: уверовав в свои силы, он продолжил поход. Когда, стало известно о приближении персидских войск, часть правящей эфталитской верхушки настоятельно стала требовать наступления у царя, но тот отказался вести войска на столь рискованное дело. Хингила (он же Агсувар-хан) предпочел, чтобы персы перешли границу, и подготовил у себя хитроумный план их гибели, заключавшийся в инженерной подготовке поля сражения. По Прокопию Кесарийскоиу, он «велел вырыть глубокий и довольно широкий ров, оставив при этом посередине немного земли, достаточной для проезда десяти лошадей в ряд. Поверх этого рва он положил тростник, на который насыпал земли, скрыв таким образом ров извне». 
Один из отрядов эфталитов обманным отступлением завлёк персов на подготовленное место. В результате первые ряды сасанидского войска попадали в ямы, остальная часть была частью перебита, частью взята в плен. В числе погибших был и «победоносный» Пероз, по Себеосу с семью своими сыновьями. В числе пленных оказалась дочь шахиншаха, которая позже стала женой эфталитского царя. 
Поражение, которое понес Пероз в восточном Прикаспии было одним из сильнейших разгромов в истории сасанидской империи. Сасанидские города Нишапур, Герат и Мерв вошли в состав государства эфталитов. По М. М. Дьяконову и А. М. Мандельштаму, приемник Пероза — Балаш (484-488) был вынужден платить эфталитам ежегодную дань, от которого Сасаниды избавились, вероятно, только при Хосрове I Ануширване (531-579).